# Петрокарибе

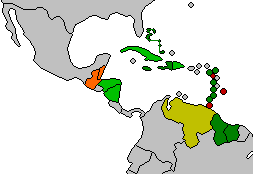
Члены Петрокарибе (выделены зелёным цветом, кроме Венесуэлы, которая обозначена салатовым цветом). Красным обозначены не входящие в Петрокарибе члены КАРИКОМ

Петрокарибе (исп. Petrocaribe) — действующая с 2005 года программа льготных поставок венесуэльской нефти ряду стран Карибского Бассейна в Центральной и Южной Америках и Вест Индии. Петрокарибе наряду с АЛБА играет существенную роль в интеграционных процессах в данном регионе и направлена на преодоление традиционной односторонней ориентации латиноамериканских стран на США.

## Создание
Целью создания программы были диверсификация ориентированных прежде всего на США поставок венесуэльской нефти, а также взаимная интеграция латиноамериканских стран. Инициаторами выступили Куба и Венесуэла. Венесуэла обладает огромными запасами нефти, но нуждается в сельскохозяйственной продукции, медикаментах и специалистах, а Куба, бедная углеводородами, располагает хорошей по латиноамериканским меркам системой образования и большим числом специалистов, владеющих испанским языком и готовых работать в бедных странах Латинской Америки за небольшие деньги. Программа была организована в 2005 году на базе венесуэльской нефтяной госкорпорации «Петролеос де Венесуэла С. А.».

## Условия участия в программе
Участниками программы могут быть только государственные компании, действующие без посредников. В рамках программы 40 % от стоимости поставок венесуэльской нефти (если мировые цены превышают 100 долларов за баррель) оплачиваются «живыми деньгами», а на остальную сумму Венесуэла предоставляет покупателям кредит под 1 % годовых сроком на 25 лет со льготным периодом на 2 года. Некоторые страны-участники вместо денег частично расплачиваются поставками товаров или услугами. При этом плата «живыми деньгами» вносится в течение 90 дней после получения нефти покупателем.

## Страны-участники
В программе на 2014 год участвуют 18 стран Карибского региона Америки:
- Антигуа и Барбуда
- Багамские острова
- Белиз
- Венесуэла
- Гаити
- Гайана
- Гватемала
- Гондурас
- Гренада
- Доминика
- Доминиканская Республика
- Коста-Рика
- Куба
- Никарагуа
- Сент-Винсент и Гренадины
- Сент-Китс и Невис
- Сент-Люсия
- Суринам
- Ямайка

В 2014 году также решено принять  Сальвадор.
Гондурас вступал в «Петрокарибе» дважды. Первый раз Гондурас присоединился к «Петрокарибе» в декабре 2007 года при М. Селайе. Объем льготных поставок нефти для Гондураса тогда составлял 20 тысяч баррелей в день. Первый период пребывания Гондураса в «Петрокарибе» был коротким. В июне 2009 года Гондурас вышел из «Петрокарибе», но в мае 2013 года вновь вернулся в соглашение.

## Органы управления
За исполнением программы наблюдает Комитет, в который входят обычно 6 членов: 1 от Венесуэлы, 1 от Центральной Америки, 2 от стран восточной зоны Карибского моря, 2 от государств Больших Антильских островов. Регулярно проходят саммиты глав государств стран-участниц программы (в июне 2013 года прошел 8-й саммит в Манагуа).

## Объемы поставок по программе
В 2012 году Венесуэла ежедневно отгружала по программе «Петрокарибе» 108 тыс. баррелей нефти. Только за 2013 год Венесуэла получила товаров (прежде всего сельскохозяйственной продукции) по программе на сумму в 2,5 млрд долларов. Также по программе в Венесуэлу направлены на работу с Кубы специалисты: врачи, учителя и спортивные тренеры. В 2016 году из-за внутреннего кризиса Венесуэла уменьшила объем поставок нефти на Кубу, после чего в начале июля того же года власти Кубы предписали всем непроизводственным государственным учреждениям сократить потребление электроэнергии наполовину.